# Lebosende
Lebosende (llamada oficialmente San Miguel de Lebosende) es una parroquia y una aldea del municipio español de Leiro, en la provincia de Orense, Galicia.

## Organización territorial
La parroquia está formada por seis entidades de población, constando cinco de ellas en el nomenclátor del Instituto Nacional de Estadística español:

### Entidades de población
Entidades de población que forman parte de la parroquia:
- A Fervenza
- Eira de Mouros
- Lebosende
- Osebe
- Ribeira

### Despoblado
Despoblado que forma parte de la parroquia:
- A Groba (A Gorba)

## Demografía

### Parroquia
| Gráfica de evolución demográfica de Lebosende (parroquia) entre 2000 y 2022 |
|                                                                             |
| Datos según el nomenclátor publicado por el INE.                            |

### Aldea
| Gráfica de evolución demográfica de Lebosende (aldea) entre 2000 y 2022 |
|                                                                         |
| Datos según el nomenclátor publicado por el INE.                        |